# Lutz Seiler

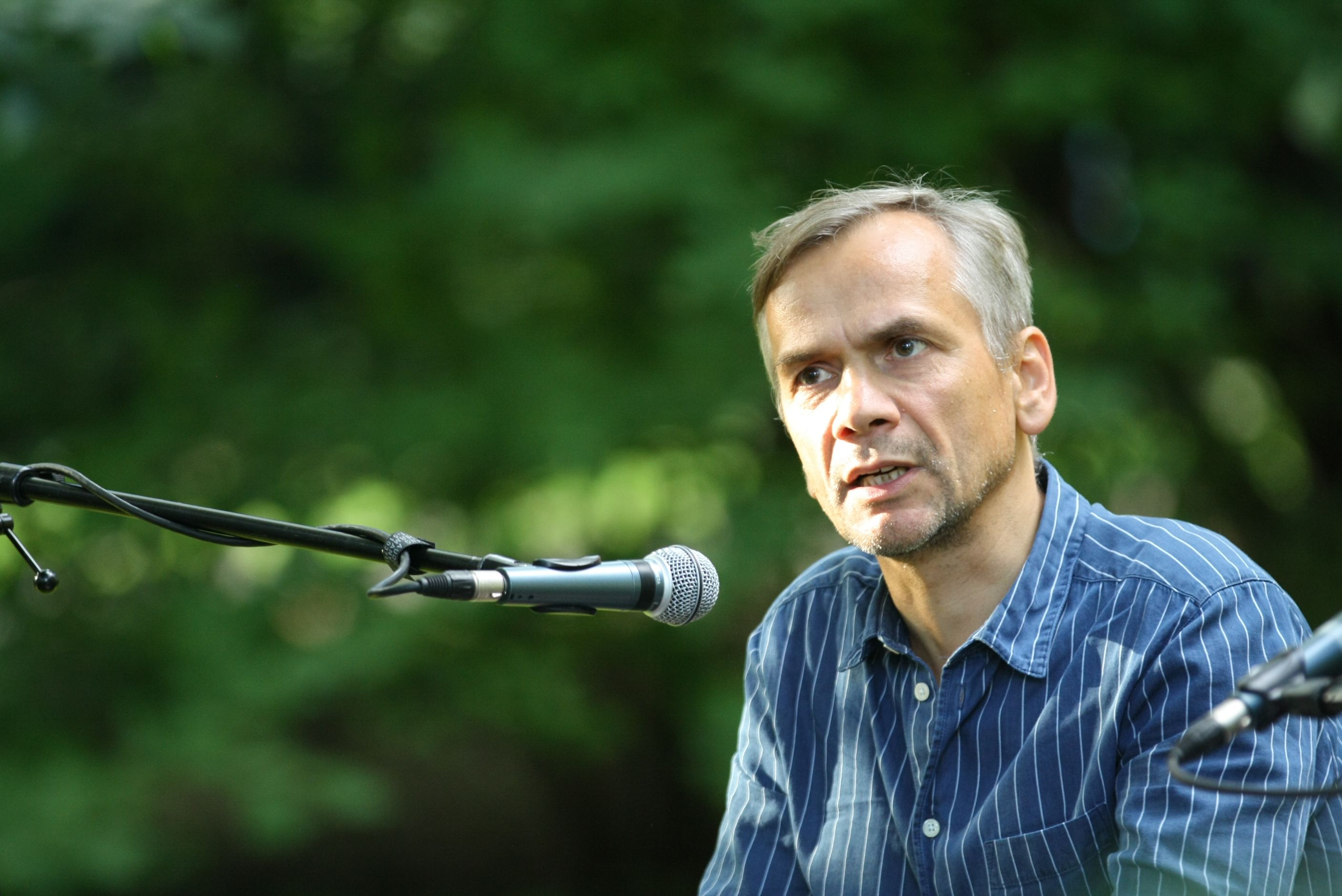
Lutz Seiler (2014)

Lutz Seiler (* 8. června 1963 Gera, Durynsko) je německý prozaik a básník. V roce 2014 získal Německou knižní cenu za román Kruso.

## Biografie
V roce 1990 ukončil svoje studium germanistiky, posléze byl také spoluvydavatelem literárního časopisu „moosbrand“. Roku 1995 vydal svoji první básnickou sbírku berührt–gerührt.
Lutz Seiler žije ve Wilhelmshorstu v domě, který před ním v letech 1953–1971 obýval německý spisovatel Peter Huchel.

### Přehled děl v originále

#### Próza
- Kruso: Roman. Suhrkamp Verlag, 2014. 484 S.
- Im Kinobunker. 1. vyd. Warmbronn: Ulrich Keicher Verlag, 2012. 27 S.
- Aranka. 1. vyd. Warmbronn: Ulrich Keicher Verlag, 2010. 10 S.
- Die Zeitwaage: Erzählungen. 3. vyd. Suhrkamp Verlag, 2009. 284 S.
- Turksib: Zwei Erzählungen. 1. vyd. Suhrkamp Verlag, 2008. 46 S.
- Sonntags dachte ich an Gott: Aufsätze. 4. vyd. Suhrkamp Verlag, 2004. 150 S.

#### Poesie
- im felderlatein: Gedichte. Suhrkamp Verlag, 2010. 102 S.
- vierzig kilometer nacht: Gedichte. 2. vyd. Suhrkamp Verlag, 2003. 93 S.
- Hubertusweg : drei Gedichte. 1. vyd. Warmbronn: Ulrich Keicher Verlag, 2001. 4 S.
- pech & blende: Gedichte. 6. vyd. Suhrkamp Verlag, 2000. 96 S.
- berührt – geführt. 1. vyd. Saská Kamenice: Oberbaum Verlag, 1995. 88 S.

#### Ostatní
- Der letzte König von Mainz : drei Prosastücke und ein Gedicht. 1. vyd. Řím: Dt. Akad. Villa Massimo, 2012. 67 S.
- Die Anrufung: Essay und vier Gedichte. Ulrich Keicher Verlag, 2005. 24 S.

#### Hudební nosič
- Vor der Zeitrechnung: Gedicht & eine Erzählung. 2006. Vypravěč: Lutz Seiler a Christian Brückner, délka: 76 minut.

### České překlady
- Kruso [ukázka z románu], in: Plav, č. 7–8/2016, str. 32–35, přel. Anna Koubová